# Representações culturais de Maria, Rainha da Escócia

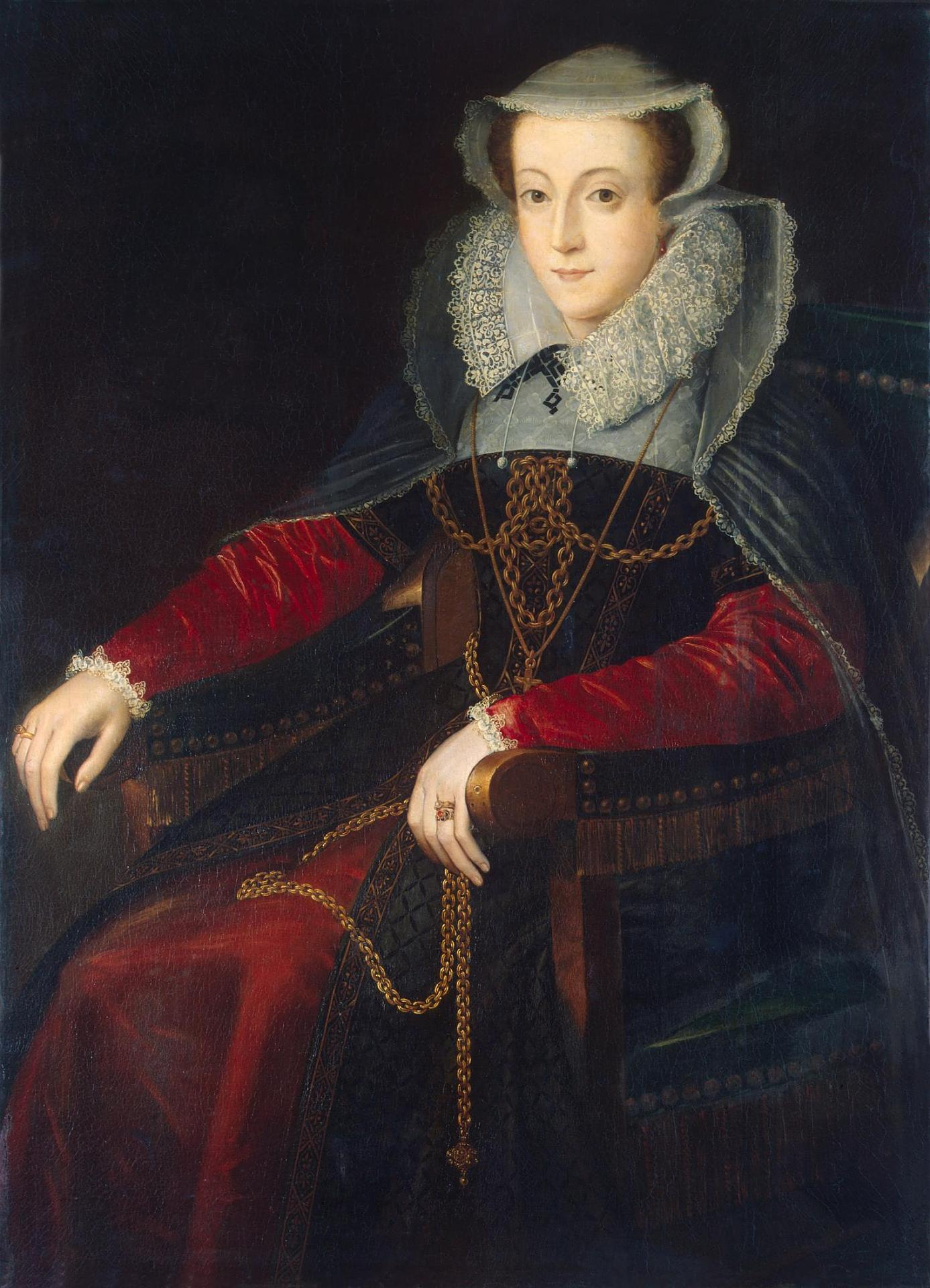
Uma pintura do século XIX de Maria Rainha da Escócia no Eremitério, Rússia

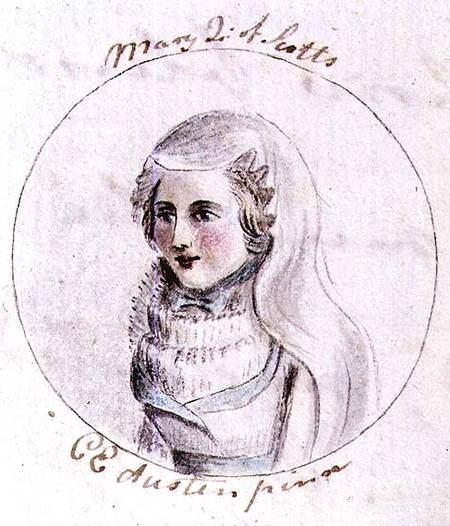
O desenho de Cassandra Austen de Mary Queen of Scots na burlesca história juvenil de Jane Austen na Inglaterra

Maria, Rainha da Escócia, inspira obras artísticas e culturais há mais de quatro séculos. As listas a seguir abrangem muitos meios de comunicação, obras duradouras de alta arte e representações recentes da cultura popular. As entradas representam retratos que um leitor tem uma chance razoável de encontrar, em vez de um catálogo completo.

## Filmes
Nas biografias cinematográficas de 1936, 1971 e 2018 de Maria, ocorreram encontros fictícios entre as rainhas Maria e Isabel.
- The Execution of Mary, Queen of Scots (1895), a primeira aparição de Maria no filme, mostra sua decapitação. É um dos primeiros filmes a utilizar um jump cut intencional para criar a ilusão de uma decapitação de um único tiro. O efeito foi tão convincente na época que muitos espectadores acreditaram que a atriz havia realmente morrido.
- The Loves of Mary, Queen of Scots (1923), estrelado por Fay Compton.
- Mary of Scotland (1936) foi dirigido por John Ford, escrito por Dudley Nichols (baseado na peça de teatro Mary of Scotland de Maxwell Anderson, que foi um sucesso na Broadway em 1933). e estrela Katharine Hepburn como Mary, Florence Eldridge como Elizabeth I e Fredric March como Bothwell.
- Das Herz der Königin (O Coração de uma Rainha, 1940) apresenta Zarah Leander, a atriz sueco-alemã do período nazista como Maria. Esta produção da UFA, dirigida por Carl Froelich, faz uso da história histórica para propaganda anti-britânica no contexto da Segunda Guerra Mundial então em curso.
- Mary, Queen of Scots (1971), estrelando Vanessa Redgrave como Maria, Glenda Jackson como Elizabeth, Patrick McGoohan como Moray, Trevor Howard como Cecil, Ian Holm como Rizzio, Timothy Dalton como Darnley e Nigel Davenport como Bothwell. foi escrito por John Hale, que também escreveu uma novelização do roteiro do filme. Dois eventos foram incluídos que nunca ocorreram historicamente: um encontro privado ao ar livre entre Isabel e Maria quando Maria chega à Inglaterra e Isabel visita Maria na prisão na noite anterior à execução de Maria.
- The Mirror Crack'd (1980), um mistério de Miss Marple, é uma metaficção (um filme dentro de um filme centrado na realização de um filme) sobre Elizabeth I e Maria, Rainha da Escócia; Elizabeth Taylor interpreta a atriz interpretando Maria.
- Elizabeth: The Golden Age (2007) apresenta Samantha Morton como Maria
- Mary Queen of Scots (2013), baseada na biografia de Stefan Zweig de 1935, foi dirigida por Thomas Imbach e estrela a atriz bilíngue francesa Camille Rutherford.
- Mary Queen of Scots (2018) é estrelado por Saoirse Ronan como a personagem titular e Margot Robbie como Elizabeth.

## Literatura

### Ficção e drama
- Rainha Imortal por Elizabeth Byrd
- Mary é o tema de um conto em The Ladies of Grace Adieu and Other Stories (2006), a coleção de contos de fantasia de Susanna Clarke.
- La Princesse de Clèves (1678), de Madame de La Fayette, é um romance em que um tratamento artístico de Maria, como uma jovem delfina, aparece como personagem principal.
- The Lady of Fire and Tears, de Terry Deary, é um romance infantil sobre Maria, Rainha dos Escoceses.
- Mary Stuart é um romance de Alexandre Dumas.
- The Queen's Quair (1904) é um romance sobre Maria de Maurice Hewlett.[1]
- Maria aparece de maneira importante em The Lymond Chronicles, de Dorothy Dunnett.
- Mary Hamilton (1902) de Lord Ernest Hamilton é um romance sobre a mulher titular, uma dama de companhia de Maria. É baseado na balada tradicional Mary Hamilton.[2]
- Child Royal de DK Broster é um romance sobre a infância de Maria.
- As Memórias de Maria, Rainha da Escócia, de Carolly Erickson
- Em The Princeling, volume 3 da série de romances históricos da Dinastia Morland, de Cynthia Harrod-Eagles, a fictícia Lettice Morland se envolve em eventos dramáticos que ocorrem na corte de Maria, Rainha dos Escoceses.
- Mary Queen of Scotland and the Isles (1992) é um romance de Margaret George.
- Shadow Queen é um romance sobrenatural de Tony Gibbs, tendo Maria como tema.
- The Other Queen (2008) é um romance de Philippa Gregory, tendo Maria como tema.
- Full Story Inside é um romance moderno de Steve Horsfall, tendo Maria como tema.
- The Gay Galliard: A Novel of Mary Queen of Scots (1941) é um romance de Margaret Irwin (1941).
- Maria, Rainha dos Escoceses: Rainha Sem País, França, 1553, dos Diários Reais de Kathryn Lasky, é um romance infantil sobre Maria, Rainha dos Escoceses.
- The Wild Queen, de Carolyn Meyer, Maria é um romance histórico para jovens adultos que apresenta Maria, a Rainha dos Escoceses como personagem principal.
- Court of Shadows, de Cynthia Morgan, é um romance de suspense.
- Magdalen Hepburn (1854), de Margaret Oliphant, se passa durante a Reforma Escocesa e apresenta Maria e John Knox como personagens.[3]
- Flawed Enchantress (1973) (em outra edição, So Fair and Foul a Queen (1974) é um romance de Maureen Peters.
- The Royal Road to Fotheringay (1955) e The Captive Queen of Scots (1963) é uma saga em duas partes de Jean Plaidy, também conhecida como Eleanor Hibbert, tendo Maria como tema.
- O romance Wallenstein e Mary Stuart de Friedrich Schiller e a peça Maria Stuart apresentam encontros fictícios entre as rainhas Maria e Elizabeth, adicionados para um efeito dramático.
- O Abade (1820) de Sir Walter Scott (1820) cobre o período de confinamento de Maria no castelo Loch Leven.
- Mary, Queen of Scots, é um romance para jovens adultos de Sally Stepanek.
- Fatal Majesty (2000), de Reay Tannahill (2000), é um romance que apresenta a história de Maria.
- The Marchman; Diretor da Marcha da Rainha; The Queen's Grace é um romance histórico de Nigel Tranter.
- A Traveller in Time, de Alison Uttley, é um livro infantil sobre uma jovem que se encontra na época e na companhia de Anthony Babington, que tenta libertar Maria e derrubar Elizabeth.
- Em "The Queen's Consort" de Steven Veerapen, Maria é a personagem principal e seu segundo marido, Lord Darnley, é o protagonista.
- O próprio tolo da rainha: um romance de Maria Rainha dos escoceses, de Jane Yolen e Robert J. Harris, é um romance infantil sobre Maria, a rainha dos escoceses e seu bobo da corte Nichola.

### Biografia histórica e análise
- Maria Stuart (1936) por Stefan Zweig, ISBN 2-253-15079-7
- Mary Queen of Scots (2006) por Retha Warnicke ,ISBN 0-415-29183-6
- Rainha da Escócia por Rosalind K. Marshall, ISBN 1-873644-95-7
- Mary Queen of Scots por Antonia Fraser, ISBN 0-385-31129-X
- "Mary, Queen of Scots, and the Babington conspiracy", por David Alan Johnson, Military Heritage, agosto de 2005, no. 1, Volume 7, ISSN 1524-8666
- "Mary Queen of Scots and the French Connection", History Today, 54, 7 (julho de 2004), pp.37–43, por Alexander Wilkinson
- Elizabeth e Mary: Cousins, Rivals, Queens (Vintage, 2005) por Jane Dunn, ISBN 0-375-70820-0 .
- Queen of Scots: The True Life of Mary Stuart (Nova York, 2004) por John Guy, ISBN 0-618-25411-0
- Mary Queen of Scots e French Public Opinion, 1542–1600 (Palgrave, 2005) por Alexander Wilkinson, ISBN 1-4039-2039-7 (hdbk)
- Mary Queen of Scots: A Study in Failure (Londres, 1988) por Jenny Wormald, ISBN 0-540-01131-2
- Mary, Queen of Scots, and the Murder of Lord Darnley (Nova York, 2003) por Alison Weir, ISBN 0-345-43658-X
- The Kings & Queens of Scotland (Stroud, 2004) por Richard Oram, ISBN 0-7524-2971-X

### Livros de fotografia e arte
- A cantora Tori Amos interpretou a Rainha Maria da Escócia em uma sessão de fotos para o livro Face Forward da falecida maquiadora Kevyn Aucoin (ISBN 0-316-28705-9 ).

### Poesia
- Nos 20 sonetos do ganhador do Nobel Joseph Brodsky para Maria Stuart (em russo), o poeta se dirige a ela como uma interlocutora.
- O poeta escocês Robert Burns escreveu um poema Lamento de Maria, Rainha dos Escoceses, sobre a Aproximação da Primavera sobre os sentimentos de Maria durante seu cativeiro na Inglaterra, por sua prima Elizabeth I da Inglaterra e pressentindo sua morte próxima.
- O poeta espanhol Lope de Vega escreveu um poema épico sobre a vida e a morte de Maria Stuart: Corona trágica (coroa trágica), publicado em 1628.
- Pouco depois da execução de Maria Stuart em 1587, o poeta jesuíta inglês Robert Southwell compôs um poema emblema retratando Maria como uma mártir católica.[4] O poema nunca foi publicado no início do período moderno; mesmo possuir uma versão manuscrita do poema era "um flerte inevitável com a traição" na Inglaterra elisabetana.[5]
- A edição de 1596 do livro Faerie Queene de Edmund Spenser inclui uma representação alegórica do julgamento de Maria Stuart (Livro 5, Canto ix, estrofes 36–50). Maria Stuart é representada por Duessa e Elizabeth é representada por Mercilla. A alegoria se concentra na relutância de Isabel em condenar Maria. O atraso de três meses de Isabel antes de concordar com a execução de Maria é representado por uma lacuna de três estrofes no final de Canto ix.[6] O julgamento de Mercilla e a execução de Duessa não ocorrem de fato até o início do próximo Canto (x.1-4).

## Música
- John Barry, compositor da trilha sonora do filme de 1971, escreveu duas canções, "Wish Now Was Then" e "This Way Mary" com o letrista Don Black, baseadas em temas do filme. Eles foram tocados por Matt Monro, com a última música tocada por Scott Walker e Johnny Mathis, entre outros.
- A banda americana de metal progressivo Dream Theatre usa uma variação da marca de Maria, Rainha da Escócia, como sua marca registrada, o símbolo de "Majestade" .
- A música "Fotheringay" de Fairport Convention (com letra de Sandy Denny) incluída no álbum de 1969 What We Did on Our Holidays e é uma interpretação da história dos últimos dias de Maria na prisão do Castelo de Fotheringhay. Depois de deixar a Fairport Convention, Denny formou uma banda de folk rock chamada Fotheringay, que lançou um álbum de estreia homônimo Fotheringay em 1970, cuja capa retratava uma ilustração da banda, incluindo Sandy Denny vestida em trajes elisabetanos.
- A canção "The Ballad of Mary (Queen of Scots)", de Grave Digger, é sobre o tempo que passou na prisão.
- A música "My Blood Will Live Forever" de Grave Digger é sobre seu tempo antes da execução.
- Data Regina (2017), uma suíte multimídia da compositora Olivia Louvel, com a violinista Fiona Brice e masterizada por Antye Greie, investiga profundamente a guerra psíquica entre duas rainhas britânicas do século XVI. Atraída pela vida e pelos escritos de Maria, Rainha da Escócia, ela mesma poetisa e ensaísta e uma das mulheres mais lidas de seu tempo, Data Regina é uma obra que reúne canções eletrônicas, "The Antechamber", juntamente com uma série de instrumentais, "The Battles", uma paisagem sonora inspirada nas batalhas do século XVI na fronteira anglo-escocesa.[7][8]
- A canção " To France " de Mike Oldfield, apresentada no álbum Discovery de 1984, faz referência a Mary em seu refrão.
- A canção " Sad Song " de Lou Reed, incluída no álbum Berlin de 1973, faz referência a Maria em seus versos iniciais. A música também foi gravada como uma demo pela banda de Reed, The Velvet Underground, com letras diferentes (essa versão aparece na caixa Peel Slowly and See e na "Fully Loaded Edition" de Loaded, mas a versão dos Velvets ainda faz referência a Maria.
- Robert Schumann compôs um ciclo de canções "Gedichte der Königin Maria Stuart" (Op. 135) baseado em cinco poemas da coleção "Rose und Distel" de Gisbert Vincke (1852). Este ciclo estava entre as obras finais que Schumann compôs antes de enlouquecer.
- Richard Wagner compôs a canção "Adieux de Marie Stuart" (WWV 61, 1840) baseada em um poema de Pierre Jean Béranger.

O tema Maria, Rainha da Escócia, era comum na ópera do século XIX. Normalmente, as óperas lidam com o período de sua vida quando ela era perseguida por Elizabeth I da Inglaterra. Maria foi considerada uma personagem simpática no sul da Europa devido ao seu catolicismo.
A história de Maria se tornou popular entre os liberais e revolucionários na Itália do século XIX. Estes foram especialmente atraídos pelas várias conspirações feitas para salvá-la, bem como sua morte como uma mártir política, ambas interpretadas como comparáveis à sua própria luta. Os Carbonari receberam o nome de um círculo mítico de queimadores de carvão ingleses, supostamente dedicado à causa de Maria. Por esse motivo, o tema de Maria Stuart passou a ser visto como uma preocupação de radicais, e as óperas sobre ela foram proibidas em várias ocasiões.
As óperas do século XIX sobre Maria incluem:
- Luigi Carlini - Maria Stuarda, regina di Scozia (1818)
- Pietro Casella - Maria Stuarda (1812)
- Carlo Coccia - Maria Stuart, regina di Scozia (1827)
- Gaetano Donizetti - Maria Stuarda (1835)
- François-Joseph Fétis - Marie Stuart en Ecosse (1823)
- Saverio Mercadante - Maria Stuarda, regina di Scozia (1825)
- Louis Niedermeyer - Marie Stuart (1844), Paris
- Maria Stuarda ossia I carbonari di Scozia (1816)

As óperas do século XX sobre Maria incluem:
- Mary Carr Moore - David Rizzio (concluído em 1932, em um libreto italiano)
- Thea Musgrave - Mary, Queen of Scots (estreada em 1977 em Edimburgo)
- Bain Murray - '' Mary Stuart, A Queen Betrayed '' (1991)«Bain Murray, Encyclopedia of Cleveland History»

## Rádio
- Joan Crawford interpretou Maria na adaptação do filme Mary of Scotland em 10 de março de 1937 no Lux Radio Theatre, com Franchot Tone como Bothwell e Judith Anderson como Elizabeth.[10]
- O episódio 14 da série de rádio australiana Famous Escapes é "Mary Queen of Scots Escapes from Prison" (1945); a atriz que interpretou Maria não é conhecida.
- Outra versão da peça Mary of Scotland foi transmitida no Theatre Guild on the Air em 28 de abril de 1946, estrelando Helen Hayes como Maria e Helen Menken como Elizabeth (ambas originalmente interpretaram seus papéis na Broadway).[11]
- Em 10 de junho de 1947, a série de rádio Favourite Story transmitiu "Mary Queen of Scots", a "história favorita" de Bing Crosby, com Edna Best como Mary e Benita Hume como Elizabeth.[12]
- A série You Are There da CBS Radio transmitiu "The Execution of Mary Queen of Scots" em 27 de junho de 1947, 27 de junho de 1948 e 3 de abril de 1949.[13]
- Meg Fraser interpretou Maria duas vezes nas produções da BBC Radio 3, primeiro em 2010 na adaptação de Jo Clifford do romance La Princesse de Cleves de Madame de La Fayette[14] e depois em 2012 na adaptação de David Harrower da peça de Friedrich Schiller Mary Stuart.[15]
- Uma adaptação para rádio da peça de Liz Lochhead Mary Queen of Scots Got Her Head Chopped Off foi transmitida na BBC Radio 3 em 11 de fevereiro de 2001, com Gerda Stevenson como Maria, Siobhan Redmond como Elizabeth I, Bill Paterson como John Knox e Myra McFadyen como Corbie.[16]
- Jeany Spark interpretou Maria no primeiro episódio, "It Came In with a Lass" (29 de junho de 2013), da primeira série de The Stuarts da BBC Radio 4 de Mike Walker.[17]
- Em 8 de dezembro de 2018, a BBC Radio 4 transmitiu como parte da série Unmade Movies de Alexander MacKendrick, Mary Queen of Scots, adaptada do roteiro original de Alexander MacKendrick e Jay Presson Allen, com Ellie Bamber como Maria e Glenda Jackson como o Narrador.[18]

## Televisão
- Na minissérie de televisão do Channel 4, Elizabeth I (2005), o primeiro segmento de duas horas gira parcialmente em torno do conflito entre Elizabeth e Maria (retratada por Barbara Flynn), cuja execução é mostrada graficamente de uma maneira que é supostamente fiel à história.
- No Canal 5 série docudrama televisão Elizabeth I (2017), Maria é interpretado por Audrey L'Ebrellec.
- A minissérie da BBC-TV Elizabeth R (1971), episódio 4: "Horrible Conspiracies", escrita por Hugh Whitemore, é um retrato historicamente preciso de Maria (interpretada por Vivian Pickles) durante seu cativeiro na Inglaterra, desde sua prisão em Chartley sob a tutela de Sir Amyas Paulet até seu julgamento e execução, usando muitas das próprias palavras relatadas por Maria como diálogo. Inclui um retrato preciso de sua execução, incluindo o uso de uma anágua vermelha (o vermelho é a cor do martírio na religião católica), o posicionamento de sua cabeça com as mãos no bloco e os dois golpes e movimentos de serra necessários para remova a cabeça dela. Também mostra o carrasco sem querer agarrando e puxando sua peruca para revelar seu cabelo grisalho.
- A minissérie da televisão BBC Gunpowder, Treason & Plot (2004) dramatiza os reinados dos monarcas escoceses Maria, Rainha da Escócia (interpretada pela atriz francesa Clémence Poésy) e seu filho, o rei Jaime VI da Escócia, que se tornou o rei Jaime I da Inglaterra e frustrou o Gunpowder Plot.
- No esboço do CBBC, Horrible Histories (2009-2015), Maria é retratada por Martha Howe-Douglas e Jessica Ransom.
- Um episódio da série britânica Lovejoy ("The Color of Mary", série 4) encontra o personagem principal em busca de informações e do paradeiro da mesa de sinuca de Mary.
- O episódio 22 (1970) de Monty Python's Flying Circus apresenta uma esquete envolvendo os dois primeiros episódios de "uma nova série de drama de rádio: A Morte de Maria, Rainha da Escócia ".
- Lesley Smith, a curadora do Castelo de Tutbury, retratou Maria Rainha dos Escoceses para a Vida Mais Assombrada em 2002 para um monólogo dramático de seu tempo presa lá. Smith continua essas encenações no castelo.
- Reign (série de TV de 2013) é um programa de televisão de drama de época altamente ficcionalizado na The CW Television Network que segue a vida de Maria, Rainha da Escócia, de 15 anos, na corte francesa começando em 1557, enquanto ela aguarda seu casamento com Francisco II da França. Na corte, Maria tem de enfrentar as mudanças políticas e os jogos de poder. A mãe de Francisco, a rainha Catarina de Médicis, está secretamente tentando impedir o casamento devido ao conselho de Nostradamus, que teve uma visão de que o casamento levaria à morte de Francisco. A série também segue os casos das quatro servas escocesas de Maria, Lola, Kenna, Greer e Aylee, que procuram seus próprios maridos na corte. Maria é interpretada pela atriz australiana Adelaide Kane.[19] A série começou a ser exibida em 13 de outubro de 2013.
- Um episódio de 1957 do Wonderful World of Disney intitulado " The Truth About Mother Goose ", discutiu as origens de três canções de ninar. O apresentador da série, Walt Disney, atribuiu a rima Mary Mary bastante contrária à vida de Maria Stuart. Este episódio contou com um breve curta de animação sobre a vida de Maria, feito no estilo artístico da Bela Adormecida . O curta tocou em momentos importantes na vida de Maria, terminando com uma cena em que Maria marchava para a decapitação.
- Em um episódio de JoJo's Bizarre Adventure, Maria é referenciada quando dois cavaleiros fictícios a serviram e se entregaram a Elizabeth I em troca da vida de Maria, apenas para descobrir momentos antes de suas mortes que Maria já havia sido executada.

## Teatro

### Séculos XVIII e XIX
- Maria Stuarda (1778), uma peça histórica do conde Vittorio Alfieri[20]
- Maria, Rainha da Escócia; An Historical Tragedy, Or, Dramatic Poem (1792) de Mary Deverell
- Mary Stuart por Alexandre Dumas
- Il Trionfo dei Carbonari (1802) de Camillo Federici, o pseudônimo de Giovanni Battista Viassolo. Foi publicado em Pádua.
- Marie Tudor (1833) de Victor Hugo.
- Maria Stuart (Mary Stuart) (1800) é uma peça influente de Friedrich Schiller que serviu de base para a ópera e outras obras de Donizetti. Foi produzido mais recentemente no West End de Londres em 2005, estrelado por Janet McTeer e Harriet Walter. Ambas as atrizes repetiram suas atuações na Broadway em 2009 e foram nomeadas para um prêmio Tony; essa produção foi dirigida por Phyllida Lloyd, que também recebeu uma indicação por seu trabalho.
- Edoardo Stuart em Scozia por August von Kotzebue .
- Matilde ossia i Carbonari (1809) presenteou a infeliz rainha com uma filha fictícia (que também figuraria, mais tarde, na Elisabetta, regina d'Inghilterra de Rossini, mas desprovida de quaisquer aspectos desleais)
- I carbonari di Dombar [isto é, Dunbar][20]

### Séculos XX e XXI

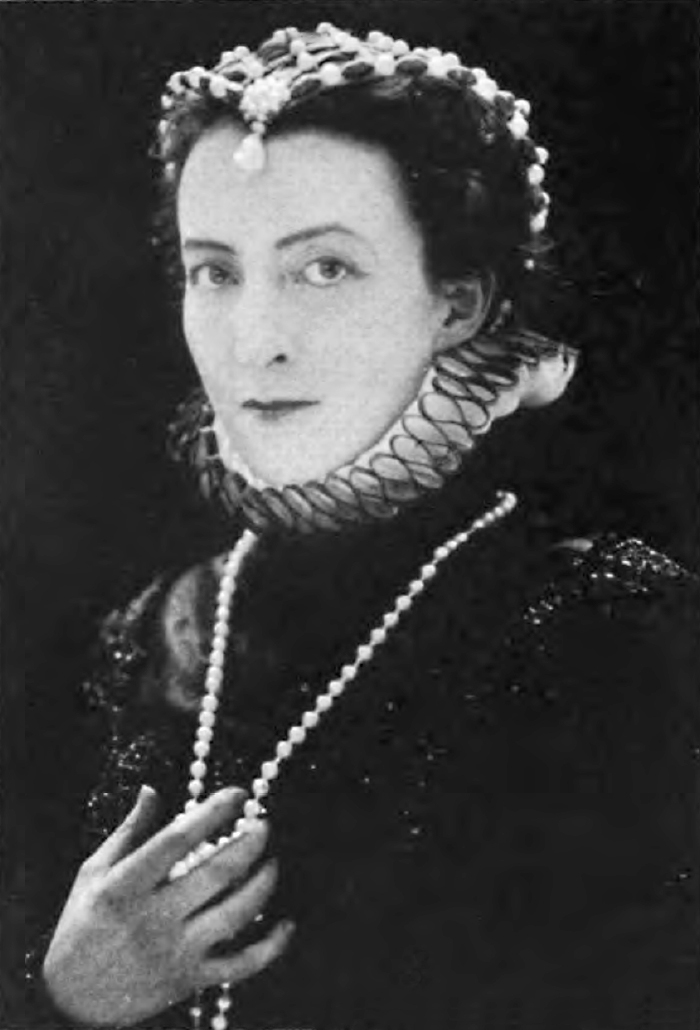
Clare Eames na produção da Broadway de Mary Stuart (1921) de John Drinkwater

- Mary of Scotland de Maxwell Anderson foi um sucesso na Broadway em 1933.
- O dramaturgo britânico John Drinkwater escreveu a peça de um ato Mary Stuart, produzida na Broadway em 1921.
- A peça de Maxwell Anderson, Mary of Scotland, foi produzida na Broadway em 1933, estrelada por Helen Hayes .
- O dramaturgo escocês Robert McLellan descreveu os eventos da queda de Maria, focalizando os meses entre março de 1566 e junho de 1567, em sua peça de cinco atos Mary Stewart (1951), produzida pela primeira vez em Glasgow pelo Citizens Theatre.
- Sarah Miles interpretou Maria, Rainha da Escócia na Broadway e no West End na peça Vivat! Vivat Regina! (1971) escrito por seu marido Robert Bolt
- Martha Graham coreografou e dirigiu a dança moderna intitulada "Episodes" (1985), que estreou no Lincoln Center, em Nova York. A dança apresentava Maria, Rainha da Escócia e Elizabeth I resolvendo seus problemas dinásticos durante uma partida de tênis.
- A dramaturga escocesa Liz Lochhead explorou a relação entre Elizabeth I e Maria Stuart em sua peça Mary Queen of Scots Got Her Head Cut Off.
- A prisão e o julgamento de Mary são o tema da peça (em verso) The Lifeblood, do poeta Glyn Maxwell.
- Maria Stuart - Königin der Schotten (Waldau Theatre Bremen)
- Os eventos da execução de Maria são referenciados na peça Lettice and Lovage do dramaturgo Peter Shaffer.